# Альварес де Толедо-и-Палафокс, Педро де Алькантара
Педро де Алькантара Альварес де Толедо-и-Палафокс (исп. Pedro de Alcántara Álvarez de Toledo y Palafox; 11 мая 1803, Мадрид — 10 января 1867, Мадрид) — испанский аристократ и дипломат, 13-й маркиз де Вильяфранка-дель-Бьерсо, 17-й герцог Медина-Сидония и гранд Испании, сыгравший видную роль в международных отношениях стороны карлистов во время Первой карлистской войны, так как он представлял дона Карлоса в Вене и Санкт-Петербурге.

## Биография

### Ранние годы
Родился 11 мая 1803 года в семейном дворце в Мадриде. Третий из детей Франсиско де Борха Альварес де Толедо, 12-го маркиза Виллафранка-дель-Бьерсо (1763—1821), и Марии Томаса Палафокс-и-Портокарреро (1780—1835). На следующий день он был крещен в соседней церкви Сан-Андрес с именем Педро де Алькантара в честь своего дяди и крестного отца графа Миранды, брата его отца. Он получил образование вместе со своим старшим братом Франсиско, герцогом Фернандина, преждевременная смерть которого в 1816 году сделала его наследником дома Вильяфранка.

### Карлист
В первые месяцы 1837 года карлисты решили изменить свою стратегию после неудачной попытки захватить Бильбао и перед лицом неотложной необходимости освободить баскско-наваррскую территорию от фискального давления, которому она подвергалась, чтобы поддерживать свою армию и казну. Следуя старому плану Томаса де Сумалакарреги, была собрана так называемая Королевская экспедиция, отряд численностью более десяти тысяч человек во главе с самим претендентом, который намеревался поднять восстание своих сторонников на территории, подконтрольной Изабелле II, и, присоединившись к вооруженным группам карлистов Каталонии и Маэстрасго, взять Мадрид. Кроме того, Педро де Алькантара, казалось, сотрудничал с королевой Марией Кристиной, которая отправила дону Карлосу компромиссные предложения после событий 1836 года, которые вынудили его повторно ввести Кадисскую конституцию и назначить прогрессивное правительство. Таким образом, 15 мая маркиз Вильяфранка оставил Эстелью в рядах экспедиции, так как с другими грандами он должен был продолжать выполнять свои обязанности джентльмена во время похода, а 17 мая он сопровождал дона Карлоса в переходе через реку Арга, момент, когда они вошли на вражескую территорию.

### Миссия в России (1837—1839)
В конце июня, когда карлистская экспедиция пересекла Эбро, дон Карлос начал дипломатическое наступление, отправив эмиссаров ко дворам союзных держав, чтобы сообщить о победном ходе кампании и потребовать его официального признания королем Испании. Считалось, что этот акт явной поддержки их дела станет решающим ударом в борьбе и нейтрализует активное участие Великобритании и Франции в пользу королевы Изабеллы II. Так, маркиз Монестерио отправился с миссией в Гаагу, Вену и Берлин, граф Оргас — к итальянским дворам, а маркиз Вильяфранка — в Россию, где он должен был оставаться постоянным послом при царе Николае I. Вильяфранка покинул королевскую штаб-квартиру в Черте в направлении Санкт-Петербурга, проехав через Париж, где он должен был встретиться с маркизом Лабрадором, главой карлистской дипломатии и представителем дела во французской столице, который должен был проинструктировать его о внутренних делах российской политики.
До этого русское правительство проявляло значительное равнодушие к дону Карлосу, и если оно не признавало Изабеллу II, то это было из-за ее политики действовать в согласии с другими абсолютистскими монархиями, Австрией и Пруссией. Из трех наций Австрия была той, которая наиболее сильно поддерживала карлистов, во многом благодаря личному убеждению канцлера Меттерниха в законности их дела и согласии графа Алькудийского, представителя дона Карла в Вене. К концу 1835 года три государя встретились в Теплице, чтобы составить совместный план действий в испанской войне, и решили ограничиться оказанием дипломатической и финансовой поддержки карлистам, не признавая официально претендента, учитывая его отказ принять умеренную политическую программу и избежать открытого конфликта с Франция и Великобритания. Теперь, с другой стороны, политическая ситуация была гораздо более благоприятной, так как события 1836 года в Испании пробудили в северных державах страх перед заразой либеральной революции на их территориях, как это произошло в 1820 году после ирригационного заявление. Источники карлистов из России сообщают о глубоком изменении отношения царя, который «говорит о нашем деле так, как мы можем это сделать», что является непревзойденным сценарием для миссии маркиза Вильяфранка.
Однако, когда королевская экспедиция прибыла к воротам Мадрида, город не капитулировал, как ожидали карлисты, и дон Карлос решил не атаковать его из-за близости большой либеральной армии под командованием генерала Бальдомеро Эспартеро. Вместо этого он отправился на север провинции в поисках благоприятного поля битвы, но был застигнут врасплох и побежден правительственными войсками. Эта неудача положила конец первоначальной эйфории от поездки, и по прибытии в августе в Санкт-Петербург маркиз Вильяфранка не встретил ожидаемого приема со стороны российского правительства. С ним обращались, как он считал, недостойно на границе и при встрече с вице-канцлером Нессельроде, заставили его осознать неудобство своего пребывания там и очень затруднили его аудиенцию у царя, которая была отложена на неопределенный срок.

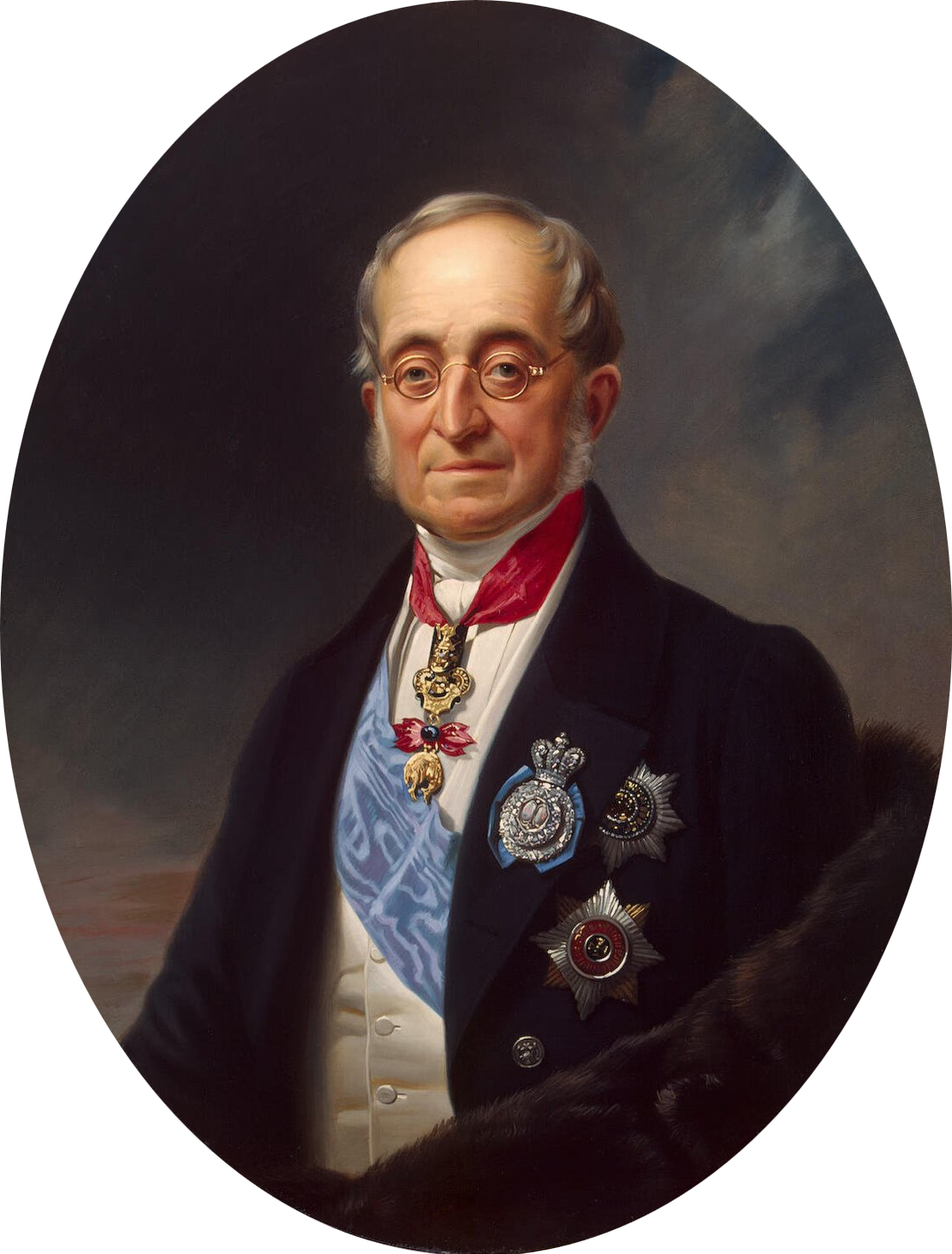
Граф Несслероде, Франц Крюгер, ок. 1840, холст, масло, 83,5х65 см. Эрмитаж, Санкт-Петербург. Вице-канцлер Нессельроде, отвечавший за внешние сношения Российской империи в период с 1814 по 1856 год, был главным политическим собеседником маркиза Вильяфранка в России.

Русское высшее общество, напротив, оказало маркизу Вильяфранка большой прием, и, по дипломатическим сообщениям, маркиз часто посещали самые элитные круги столицы. 18 августа принц Генрих Гогенлоэ пишет королю Вюртемберга, которого он представляет в Санкт-Петербурге, сообщая ему известие о вечеринке, которую он устроил своему племяннику принцу Фридриху, в поездке в Россию. Среди гостей, помимо некоторых членов императорской семьи, таких как великий князь Михаил и его жена Елена, принц Петр Ольденбургский. «Маркиз Вильяфранка, герцог Медина-Сидония и Фернандина, приехавший в Россию, как меня уверяют, для переговоров о субсидиях для испанского дона Карлоса, тоже был там. Говорят, он носитель письма этого к его величеству императору». Во время другой из этих светских встреч маркиз встретился с Джорджем Далласом, тогдашним американским посланником в России, который записал в своем дневнике свои впечатления от представителя карлистов:
После того, как нас представили, у меня состоялся долгий и интересный разговор с маркизом Вильяфранка. Он представитель дона Карлоса, испанского самозванца, и не кажется недееспособным. Около сорока лет, с изогнутыми конечностями, угольно-черными волосами и глазами, густыми усами и смуглым лицом, он молодой, но суровый вид гранда. Ранее он занимал различные должности в Неаполе и Вене, представляя свою страну, в которой он отсутствовал более восьми лет. Осторожный и непритязательный, он, кажется, прекрасно осознает особенность своего положения здесь. 23 декабря 1837 г.
Его положение вскоре улучшилось, поскольку давление со стороны австрийского посла привело к большему уважению со стороны правительства к маркизу Вильяфранке, особенно с учетом его высокого положения и статуса гранда в Испании. Графиня Нессельроде, жена вице-канцлера, устроила в его честь бал, по словам маркиза, «чтобы исправить дурное впечатление, произведенное на меня холодностью, с которой меня приняли», но его свидание с императором продолжали откладывать под разными предлогами. Сначала из-за того, что государю пришлось идти на маневры, позже из-за протокольного вопроса об обращении с доном Карлосом, его высочество или величество, а в последнее время потому, что его хотели принять как неаполитанского подданного, учитывая его многочисленные владения и титулы в этом королевстве. Наконец, в декабре маркизу удалось предстать перед императором Николаем I Павловичем и доставить письмо дона Карлоса, в котором он аккредитовывался в качестве своего представителя и просил признать его королем Испании. После встречи маркиз Вильяфранка сообщил государственному секретарю карлистов, что сомневается, что будут предприняты какие-либо шаги в пользу признания, несмотря на большую осторожность, проявленную царем, и живой интерес, который он проявил к военным событиям конфликта. По его мнению, единственная возможность для России изменить свою позицию заключалась в том, что усилия графа Алькудии в Австрии увенчались успехом, поскольку «поведение этого правительства всегда будет следовать поведению Вены, хотя и с большей холодностью».
Как бы то ни было, обстоятельства ухудшились из-за новостей о возвращении королевской экспедиции на территорию басков, подстрекаемой правительственной армией Изабеллы, и возникновения первых внутренних разногласий, таких как судебное преследование генералов Саратьеги и Элио за их действия во время звонка. Учитывая этот сценарий, признание перестало быть приоритетом для карлистов перед лицом острой потребности в финансовой помощи. Карлистский статс-секретарь оценил сумму субсидии в двенадцать миллионов франков, и маркиз Вильяфранка получил указание сосредоточить свою деятельность на том, чтобы добиться согласия российского правительства внести свою долю. Кроме того, оно было направлено барона де лос Вальеса с чрезвычайной миссией в Санкт-Петербурге для продвижения сотрудничества с Россией. Слава авантюриста, предшествовавшая этому персонажу, смущала маркиза, который тем не менее взял на себя задачу проложить ему дорогу при дворе, так что вскоре после его прибытия в январе 1838 года барон смог встретиться с Нессельроде, 28 января, а с самим царем — 30 января. До них барон отстаивал карлистскую теорию недостатка экономических средств как главной причины провала королевской экспедиции и настаивал на срочной отправке средств для завершения война.
Барон де лос Вальес был в восторге от добрых слов и обращения царя, и, хотя он не получил конкретного ответа, а только туманные ответы, он написал карлистскому статс-секретарю, подав большую надежду на сотрудничество России. Маркиз Вильяфранка не был так оптимистичен, осознавая поверхностность форм и двуличие правительства, потому что, хотя они и относились к нему с большим уважением — сардинский посол указывает, что «император и императорская семья относятся к чете Вильяфранка с особой добротой, даже in public», в то же время на его имя было наложено вето в прессе, чтобы избежать обязательств перед Великобританией. Когда в марте европейские монархи внесли новый перевод в размере девяти миллионов франков, барон де лос Вальес пытался заявить об успехе участия России, но на самом деле все было организовано через Вену в ноябре по соглашению, спонсируемому австрийским канцлером Меттернихом в сговоре с графом Алькудией.
После этого перевода средств власти хотели контролировать его управление и отправили графа Плеттемберга в Испанию, чтобы оценить его на месте. Его поездка совпала с неудачей экспедиции графа Негри, подтвердившей заключение карлистов на баскско-наваррской территории, которая, измученная поддержкой армии претендента и разоренная торговой блокадой врага, была местом действия первые восстания против правления карлистов, такие как восстание Муньягорри в Гипускоа. Эти инциденты имели большой международный резонанс и усугубили дискредитацию дела среди связанных стран. Из России Виллафранка передает общее дурное впечатление о ходе войны и свои сомнения в продолжении экономической помощи: «Обычно говорят, что у Его Величества нет хорошего полководца, опасаются, что по этой причине средства окажутся бесполезными и что, продолжая, это сила, которую они просят больше, что-то, что сделало бы нас неудобными здесь, как в Австрии и Пруссии в нынешних обстоятельствах». Действительно, по возвращении в июне Плеттемберг представил послам трех наций в Париже отчет, в котором настоятельно рекомендовал не продолжать финансировать карлистов.
Русское правительство тогда начало склоняться к идее пакта между сторонниками дона Карлоса и сторонниками Изабеллы с целью прекращения войны, и Вильяфранка получил многочисленные намеки на этот счет. Большое беспокойство выражалось также по поводу варварского характера, который принимает конфликт, и в декабре сам царь подчеркивал маркизу необходимость избегать ненужных зверств, в частности жестокой системы репрессий генерала Кабреры. Эта забота об ужасах войны была результатом пропагандистской кампании британского министерства иностранных дел, имевшей большие последствия для России, находившейся в полном дипломатическом сближении с Великобританий. Кроме того, развитие военных событий в Испании, явно благоприятствовавшее либералам, делало положение маркиза Вильяфранка в Санкт-Петербурге все более и более сложным.
В феврале 1839 года генерал Рафаэль Марото казнил нескольких лидеров фундаменталистской фракции в Эстелле. Дон Карлос, подстрекаемый своим доверенным лицом и государственным секретарем Ариасом Тейхейро, членом этой фракции, публично отрекся от Марото и объявил его предателем, но через несколько дней он отказался от своих позиций под давлением некоторых из своих самых важных генералов. Это дело нанесло серьезный ущерб внешнему образу карлизма, так как обнажились его глубокие внутренние разногласия, враждебные даже воинственности, и вызвало сомнение в дееспособности самозванца, проявившего явные признаки слабости. Теперь у власти Марото способствовал назначению новой министерской группы умеренного толка, которая начала дипломатическую кампанию с просьбой о новых субсидиях от дружественных держав. На этот раз были приняты условия, которые карлисты систематически отвергали: контроль над управлением фондами и присутствие в правительстве военно-политических советников, присылаемых абсолютистскими судами. Но теперь эти уступки были малополезны, в мае Николай I отказался принять маркиза Вильяфранку, который должен был доставить новое письмо от дона Карлоса, и Нессельроде дал ему понять, что державы не будут продолжать финансировать карлистов. Таким образом, в июле маркизу было разрешено покинуть Россию, и он уехал на Сицилию, где должен был заняться делами своего имения.

### Тур по Испании
В 1847 году конфискация его имущества было прекращено благодаря его сыну, поэтому он отказался от карлизма и присоединился ко двору королевы Испании Изабеллы II. Он получил должности джентльмена палаты и сенатора Королевства. Он умер в Мадриде 10 января 1867 года, будучи старшим братом лейтенанта Real Maestranza de Caballería de Sevilla и будучи награжден большим крестом Ордена Карлоса III.
Будучи двоюродным братом императрицы Франции Евгении, маркиз Вильяфранка сыграла ведущую роль в официальном визите супруги Наполеона III в её родную страну в октябре 1863 года. Маркиз вместе с другими властями отправился встречать её в порт Валенсии и, совпав с визитом государя в Севилью, устроил в её честь охоту в заповеднике Доньяна, ее огромном владении рядом с устьем Гвадалквивира. Императрица спустилась по реке на военном корабле в сопровождении принцессы Анны Мюрат и была принята старшим сыном маркиза, герцогом Фернандина, взявшим на себя роль хозяина, так как преклонный возраст отца не позволял ему принимать участие в этих видах деятельности. День охоты, во время которого был заколот дикий кабан, подробно описан в следующем выпуске Le Monde Illustré.
1865 год, тревожащая политическая нестабильность, был особенно тяжелым для маркиза из-за многих драм, которые затронули его семью. В июле его дочь, герцогиня Алькудия, случайно погибла во время пребывания в Баньи-ди-Лукка, когда её платье загорелось в печи, в драматической сцене, свидетелями которой стали её муж и трое детей от брака, самый младший из которых только что родился. Через несколько месяцев младший из семьи маркиза Вильяфранка, Карлос, заболел острой лихорадкой и оказался со своим полком в Вальядолиде и покончил жизнь самоубийством в типичном для болезни приступе бреда. Событие также произошло накануне очередной свадьбы молодого офицера.

## Семья
12 сентября 1822 года в церкви Сан-Мартин маркиз Вильяфранка женился на Хоакине де Сильва-и-Тельес-Хирон (15 сентября 1803 — 22 сентября 1876), дочери королевского майордома, Хосе Габриэль де Сильва-Базан, 10-го маркиза Санта-Крус (1772—1839), и Хоакины Тельес-Хирон, 2-й графини Осило (1784—1851). Это была двойная церемония, на которой также венчались маркиз Альканьес и Инес де Сильва, сестра невесты. У супругов было восемь детей:
- Изабелла Альварес де Толедо и Сильва (7 июля 1823 — 9 августа 1867), замужем за принцем Хуаном Андреа Колонна, 14-м герцогом Палиано, грандом Испании и принцем-помощником папского престола, сыном принца Аспрено Колонна, 13-го герцога Палиано, и Хуаны Каттанео делла Вольта, из принцев Сан-Никандро.
- Тереза Альварес де Толедо и Сильва (13 декабря 1824 — 15 декабря 1883), жена своего дяди Игнасио Альварес де Толедо, 17-й граф Склафани, брат его отца
- Хосе Альварес де Толедо и Сильва (14 августа 1826 — 15 февраля 1900), 12-й герцог Фернандина, а после смерти отца — 18-й герцог Медина-Сидония и гранд Испании. Женат на своей кузине Розалии Каро-и-Альварес де Толедо, дочери Педро Каро, 4-го маркиза ла-Романа, гранда Испании, и Марии Томаса Альварес де Толедо-и-Палафокс, сестры маркиза.
- Мария Альварес де Толедо и Сильва (1 сентября 1830 — 17 декабря 1897), 20-я графиня Голизано. Жена Каэтано де Вито Писчичелли, сына Антонио де Вито Писчичелли и Марии Кармелы де Сангро, принцев Фонди.
- Розалия Альварес де Толедо и Сильва (2 января 1833 — 11 июля 1865), замужем за Адольфо Русполи, 2-м герцогом Алькудийским и грандом Испании, сыном принца Камило Русполи, из принцев Черветери, и Карлоты Луизы Годой, 2-й герцогини Суэки, грандессы Испании.
- Алонсо Альварес де Толедо и Сильва (21 июня 1835 — 11 июля 1895), 11-й маркиз Марторель. Замужем за Дженовевой де Саманьего, 10-й графиней де ла Вентоза, а затем, по наследству от её брата, 5-й маркизой Мирафлорес и грандессой Испании. Она была дочерью Мануэля де Саманьего, 9-го виконта Армерии, и Каролины де Пандо, 3-й маркизы Мирафлорес и грандессы Испании.
- Педро Альварес де Толедо и Сильва (26 января 1841 — 23 января 1898), 9-й маркиз Вильянуэва-де-Вальдуэса. Муж Марии дель Милагро де Лара-и-Сан-Хуан, дочери генерал-лейтенанта Хуана де Лара-и-Иригойена, который был военным министром, и Марии Долорес Сан-Хуан-и-Кармона
- Карлос Альварес де Толедо и Сильва (1842—1865), умер холостым.

Маркиза Вильяфранка пережила своего мужа на шесть лет и умерла на своей вилле в Портичи, недалеко от Неаполя, 22 сентября 1876 года.

## Титулы
- 13-й маркиз де Вильяфранка-дель-Бьерсо, гранд Испании
- 17-й герцог Медина-Сидония, гранд Испании
- 13-й маркиз де Лос-Велес, гранд Испании
- 14-й герцог Монтальто, гранд Испании
- 12-й герцог Бивона
- 11-й герцог Фернандина
- 12-й принц Патерно
- 10-й принц Монтальбан
- 8-й маркиз Вильянуэва де Вальдуэса
- 12-й маркиз Молина
- 10-й маркиз Марторель
- 24-й граф Ньебла
- 18-й граф Кальтанагета
- 19-й граф Голизано
- 19-й граф Адерно
- 16-й граф Склафани
- 20-й граф Кальтабеллотта
- 9-й граф Пенья Рамиро

## Награды
- Кавалер Большого креста ордена Карлоса III (30 октября 1862)
- Кавалер Real Maestranza de Cavalry of Seville